# 三藩市城市鐵路

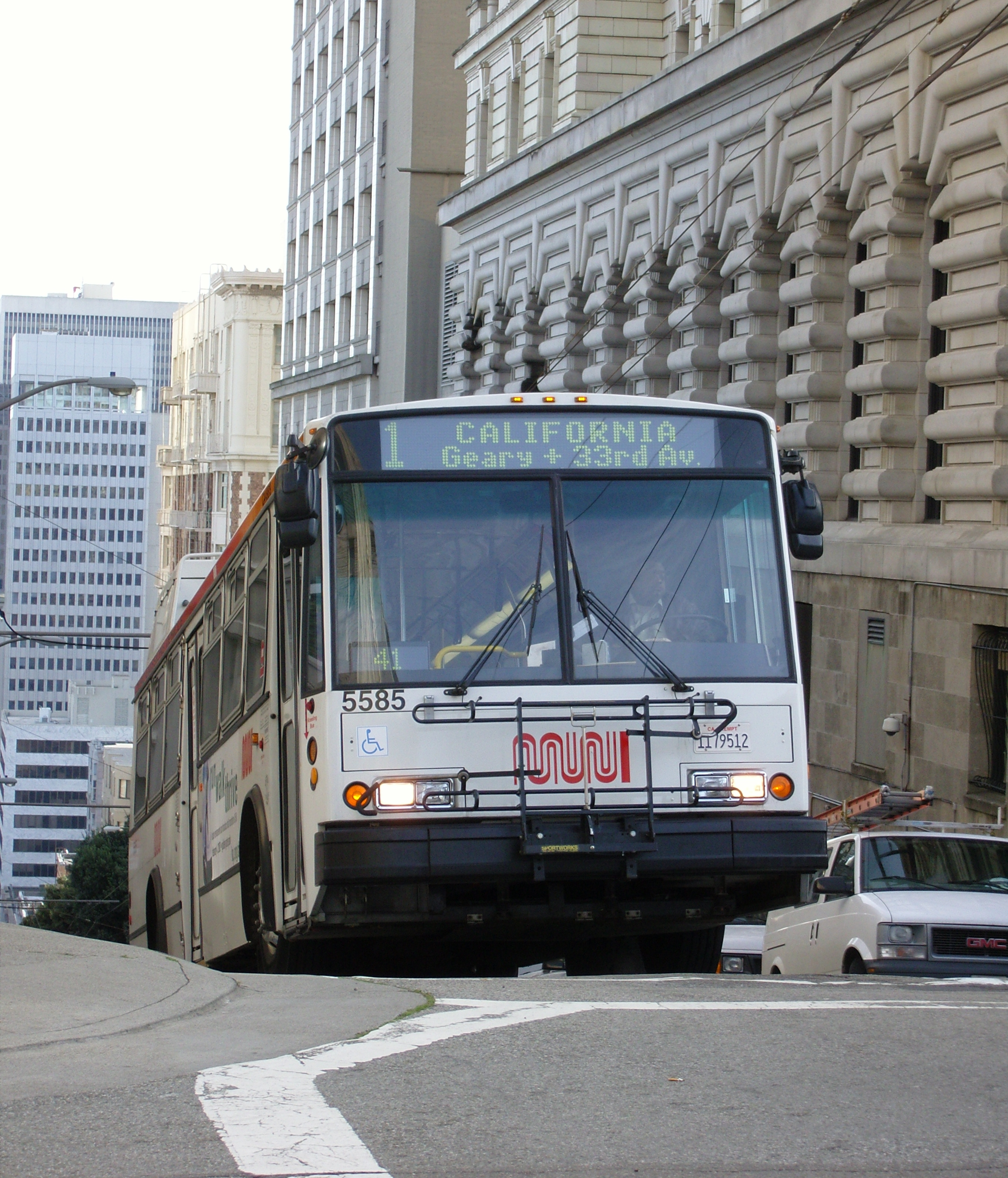
Muni 無軌電車

三藩市城市鐵路（英語：San Francisco Municipal Railway，簡稱MUNI）是美國加州三藩市公共交通的管理經營政府機構，是世界上擁有最多元化運營車種的城市公共交通機構之一。該機構旗下的運營車種包括世界著名的路面纜車、舊式有軌電車、輕軌電車、巴士及無軌電車。 除纜車線外，每條路線均有1個編號及1個名稱，例如F Market、1 California。字母編號代表舊式有軌電車及輕軌電車，數字編號代表巴士及無軌電車。只在凌晨營業的巴士路線稱為Owl，例如L Owl、90 Owl，而24小時營運的巴士路線則沿用日間的名稱，例如5 Fulton、14 Mission。
除英語及西班牙語之外，MUNI亦為了因應當地廣東裔移民，而成為目前美國少數提供中文廣播提示及文字告示的公共交通機構，使用語言為粵語和正體中文。

## 收費
- 纜車：每程收費7美元（自2015年7月1日起）[5]
- 輕軌、巴士等其他服務：成人每程收費2.50美元，兩小時內可多次轉乘。小孩老人及殘障人士為0.75美元，在2015年7月1日後改為1美元。[6][7][8]

## 纜車

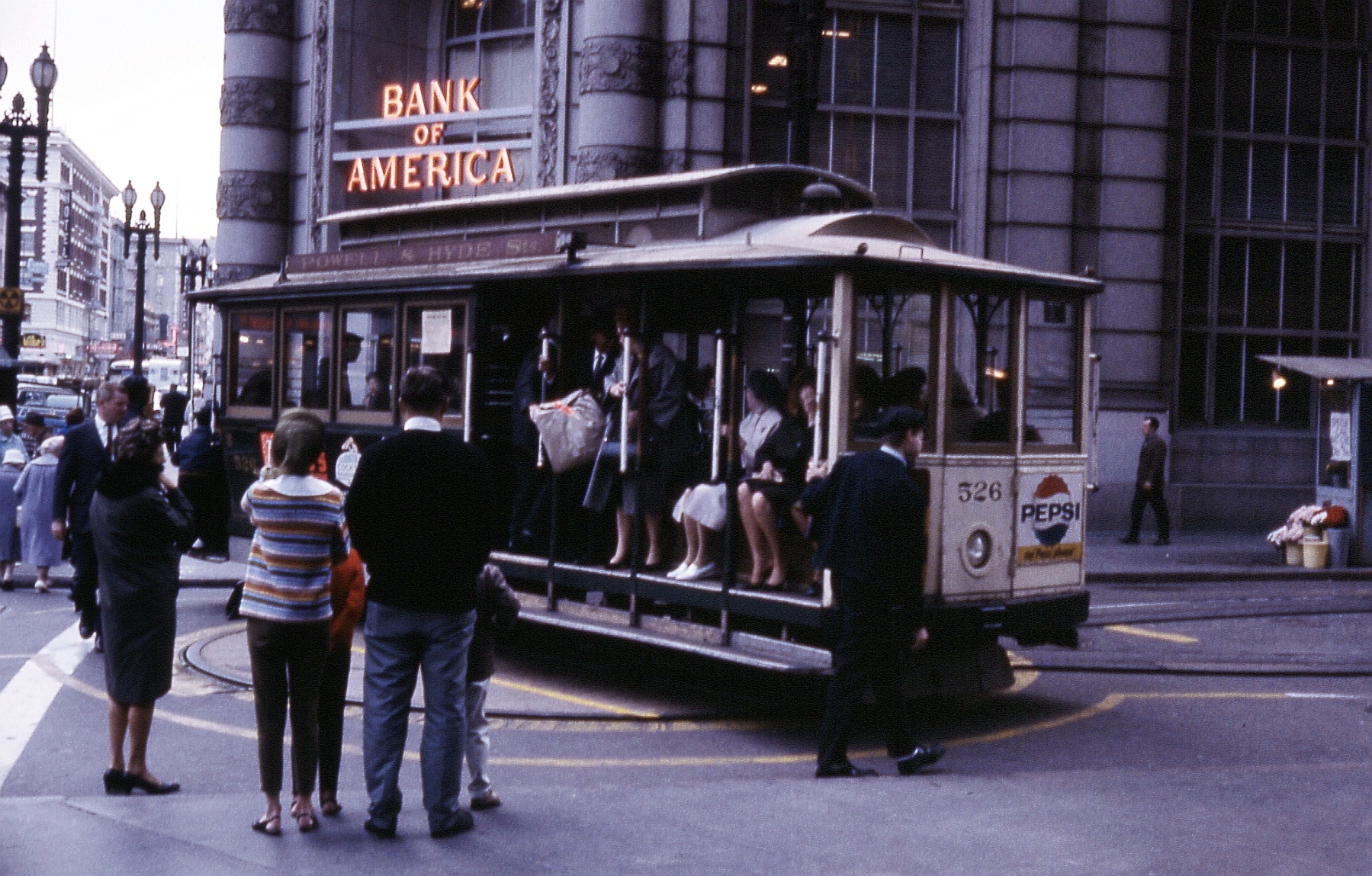
1964年8月，一辆跑华街-海德街线缆车在转车盘上调向

三藩市首條纜車（cable car）線在1873年啟用，並迅速發出。但電車（electric streetcar）在1892年出現後，纜車逐漸被取代。目前剩下的3條纜車線在1952年被三藩市政府收購，現在由MUNI經營。
| 纜車線            | 入城方向（Inbound）終點站 | 出城方向（Outbound）終點站 |
| ----------------- | ------------------------- | -------------------------- |
| 加利福尼亞街纜車  | 加利福尼亞街與市場街      | 加利福尼亞街與凡內斯大道   |
| 跑華街-海德街纜車 | 跑華街與市場街            | 海德街與灘街               |
| 跑華街-梅森街纜車 | 跑華街夾市場街            | 泰勒街與海灣街             |

## 有軌電車
在1950年代，三藩市政府逐漸以巴士取代電車，而J、K、L、M、N這5條電車線由於通過隧道或行經電車專用路段（reserved right-of-way）而得以保留。這5條線原本在市場街地面行走，但與BART共用的市場街地鐵隧道（Market Street Subway）啟用後，5條線在1980－82年先後改經地鐵管道。舊式電車不能使用地鐵管道內較高的月台，所以MUNI改用輕軌電車行走J、K、L、M、N線。市場街地面的電車軌停用後，MUNI在1995年再次安排舊式電車行走，稱為F線，是三藩市目前唯一仍以舊式電車（historic streetcar）行走的路線。
內河碼頭電車軌南段在1998年啟用，由市場街地鐵管道東端向南延伸至加州火車車站；而北段在2000年啟用，由市場街地面電車軌東端向北延伸至漁人碼頭。上述兩段電車軌相連，但目前沒有電車直通運行，MUNI計畫以E線直通運行。第三街輕軌在2007年啟用，由加州火車車站向南延伸至Sunnydale站。

### E線內河碼頭輕軌（E Embarcadero）
E線在1998年設立，來往灣區捷運內河碼頭站及加州鐵道車站，同年被N線取代。MUNI計畫重設E線，並向北延伸至漁人碼頭。

### F線市場街舊式路面電車（F Market）

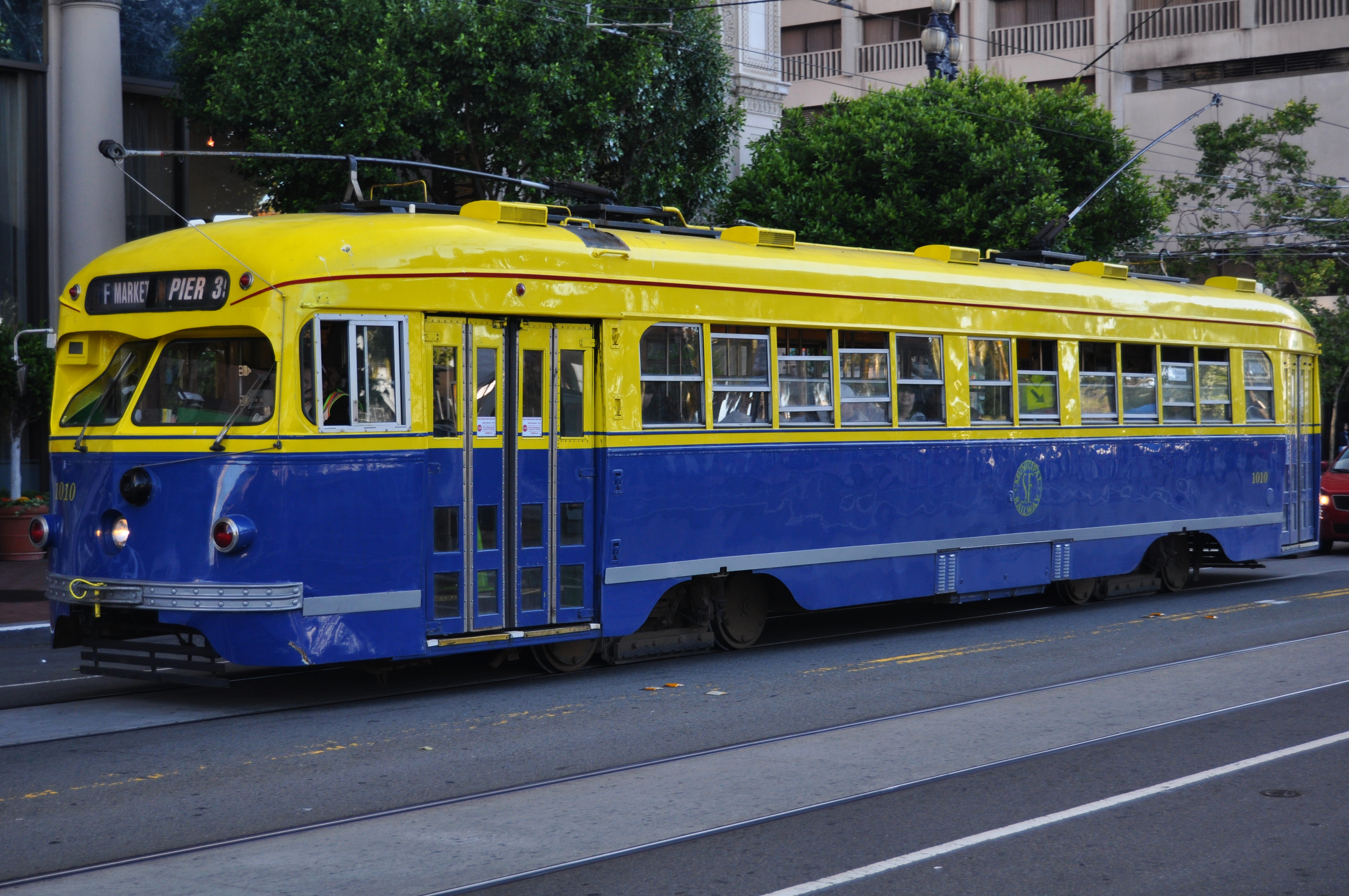
有轨电车F线的其中一种车型

- 入城方向終點站：Jones街與Beach街（漁人碼頭）
- 出城方向終點站：十七街與卡斯楚街

F線在1995年設立，行經市場街地面的電車軌，2000年沿內河碼頭站向北延伸至漁人碼頭。

### J線教堂街輕軌（J Church）
- 入城方向終點站：內河碼頭站
- 出城方向終點站：巴爾波亞公園站

J線在20世紀初已經運行，往巴爾波亞公園站，行經一段電車專用路段，改經市場街地鐵隧道後以內河碼頭站為終點站。

### K線英格賽區輕軌（K Ingleside）
- 入城方向終點站：內河碼頭站
- 出城方向終點站：巴爾波亞公園站

K線在20世紀初已經運行，往Phelan Loop，行經雙峰隧道，其後延伸至巴爾波亞公園站，改經市場街地鐵隧道後以內河碼頭站為總站。

### L線塔拉瓦爾街輕軌（L Taraval）
- 入城方向終點站：內河碼頭站
- 出城方向終點站：舊金山動物園站

L線在20世紀初已經運行，往三藩市動物園，行經雙峰隧道，改經市場街地鐵隧道後以內河碼頭站為總站。

### M線洋景輕軌（M Ocean View）
- 入城方向終點站：內河碼頭站
- 出城方向終點站：巴爾波亞公園站

M線在20世紀初已經運行，往Broad Street夾Plymouth Avenue及市場街，行經雙峰隧道，其後延伸至巴爾波亞公園站，改經市場街地鐵隧道後以內河碼頭站為總站。

### N線朱達街輕軌（N Judah）
- 入城方向終點站：第4街與國王街（07年4月改為內河碼頭站）
- 出城方向終點站：大洋灘

N線在20世紀初已經運行，行經日落隧道前往大洋灘，改經市場街地鐵隧道後以內河碼頭站為總站，98－07年伸延至四街夾國王街的加州火車車站。

### S線卡斯楚街站接駁輕軌（S Shuttle）
- 入城方向總站：內河碼頭站
- 出城方向總站：卡斯楚街站

S線是繁忙時間行走市場街地鐵隧道來往內河碼頭站及卡斯楚街的短途列車，於週間尖峰時刻運行；並於甲骨文球場有賽事時加班運行，路線延伸為西隧道口站至球場附近的King街與4街路口（加州鐵道舊金山車站）。

### T線輕軌（T Third Street）
- 入城方向總站：华埠白兰站
- 出城方向總站：森尼戴尔站

T線在2007年1月起在週末試運，4月正式投入服務。行經市場街地鐵隧道，內河碼頭站後從隧道口行駛至平面道路，經AT&T球場最終抵達第3街。T線延伸線段在2022年11月起在週末試運，2023年1月正式投入服務，T線在延伸線段完工後路線改變只從森尼戴爾站到華埠站。

## 巴士與無軌電車

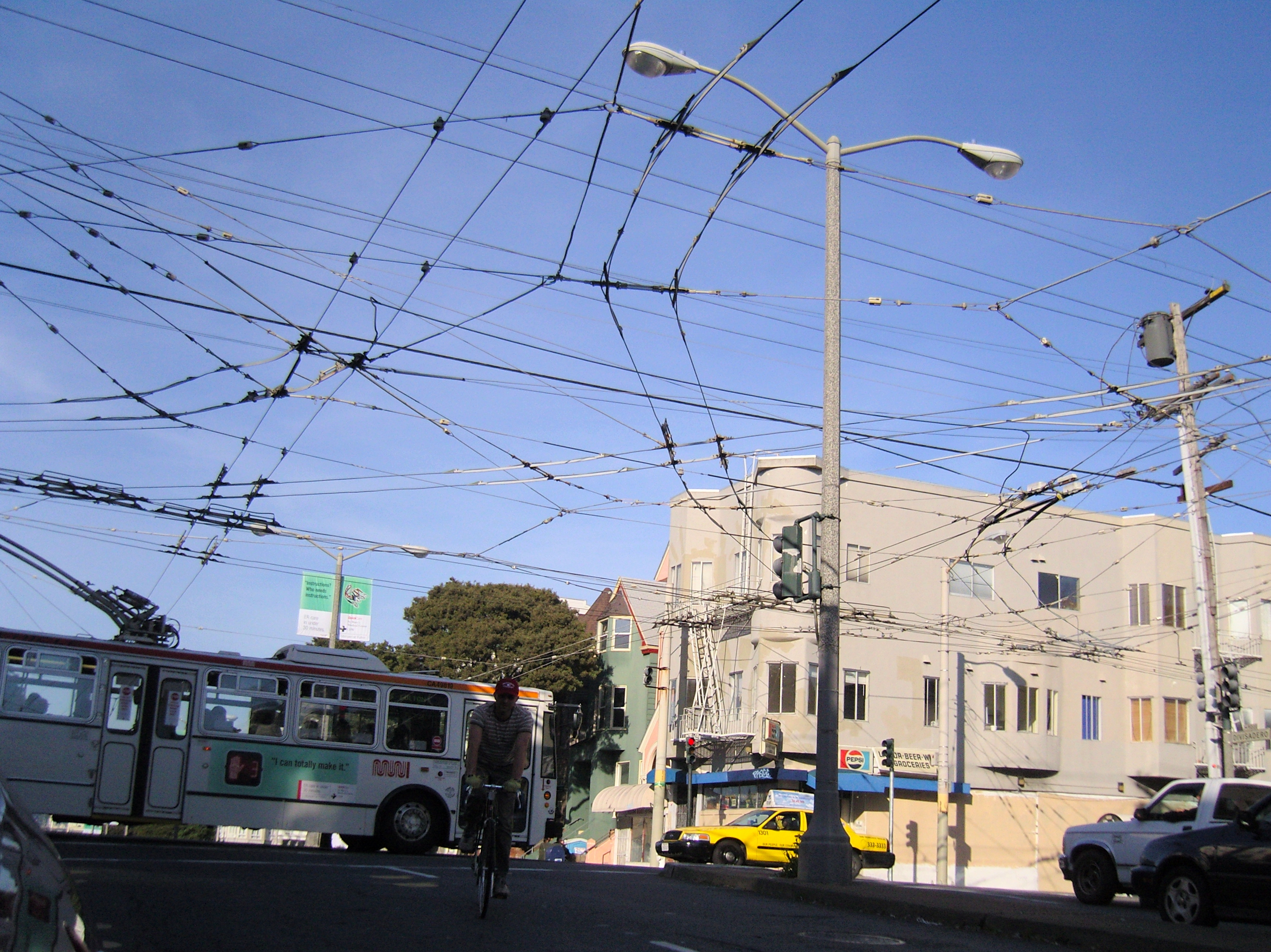
十字路口錯縱複雜的無軌電車架空電纜

MUNI目前經營16條無軌電車路線及55條其他巴士路線。是北美最大的無軌電車系統。

## 外部連結
- 舊金山城市鐵路Muni官方網站
  - 具有歷史意義的街車網頁
  - Muni短期交通建設計劃
- 三藩市公車局（SFMTA）中文網站
- 雅虎香港有關MUNI的介紹 （页面存档备份，存于）